# Greatest Hits (album của Mariah Carey)
Greatest Hits là album tuyển tập hit đầu tiên của ca sĩ người Mỹ Mariah Carey, phát hành tại Mỹ vào ngày 4 tháng 12 năm 2001 bởi Columbia Records. Album gồm 2 đĩa: Đĩa 1 là tập hợp các hit của Carey từ 1990-1995, trong khi đĩa 2 là một bộ sưu tập các hit từ 1996-2000.

## Danh sách bài hát
| Đĩa 1 | Đĩa 1                                                                               | Đĩa 1                                                                  | Đĩa 1                                 | Đĩa 1      |
| STT   | Nhan đề                                                                             | Sáng tác                                                               | Sản xuất                              | Thời lượng |
| ----- | ----------------------------------------------------------------------------------- | ---------------------------------------------------------------------- | ------------------------------------- | ---------- |
| 1.    | "Vision of Love" (từ Mariah Carey, 1990)                                            | Mariah Carey, Ben Margulies                                            | Rhett Lawrence, Narada Michael Walden | 3:30       |
| 2.    | "Love Takes Time" (từ Mariah Carey, 1990)                                           | Carey, Margulies                                                       | Walter Afanasieff                     | 3:48       |
| 3.    | "Someday" (từ Mariah Carey, 1990)                                                   | Carey, Margulies                                                       | Ric Wake                              | 4:07       |
| 4.    | "I Don't Wanna Cry" (từ Mariah Carey, 1990)                                         | Carey, Walden                                                          | Walden                                | 4:49       |
| 5.    | "Emotions" (từ Emotions, 1991)                                                      | Carey, David Cole, Robert Clivillés                                    | Carey, Cole, Clivillés                | 4:09       |
| 6.    | "Can't Let Go" (từ Emotions, 1991)                                                  | Carey, Afanasieff                                                      | Carey, Afanasieff                     | 4:27       |
| 7.    | "Make It Happen" (từ Emotions, 1991)                                                | Carey, Cole, Clivillés                                                 | Carey, Cole, Clivillés                | 5:08       |
| 8.    | "I'll Be There" (hợp tác với Trey Lorenz) (từ MTV Unplugged, 1992)                  | Berry Gordy, Bob West, Hal Davis, Willie Hutch                         | Carey, Afanasieff                     | 4:24       |
| 9.    | "Dreamlover" (từ Music Box, 1993)                                                   | Carey, Dave Hall, David Porter                                         | Carey, Hall, Afanasieff               | 3:54       |
| 10.   | "Hero" (từ Music Box, 1993)                                                         | Carey, Afanasieff                                                      | Carey, Afanasieff                     | 4:18       |
| 11.   | "Without You" (từ Music Box, 1993)                                                  | Pete Ham, Tom Evans                                                    | Carey, Afanasieff                     | 3:34       |
| 12.   | "Anytime You Need a Friend" (từ Music Box, 1993)                                    | Carey, Afanasieff                                                      | Carey, Afanasieff                     | 4:26       |
| 13.   | "Endless Love" (với Luther Vandross) (từ Songs, 1994)                               | Lionel Richie                                                          | Afanasieff                            | 4:20       |
| 14.   | "Fantasy" (từ Daydream, 1995)                                                       | Carey, Chris Frantz, Tina Weymouth, Hall, Adrian Belew, Steven Stanley | Carey, Hall                           | 4:04       |
| 15.   | "Music Box" (từ Music Box, 1993) (Bonus track tại Nhật)                             | Carey, Afanasieff                                                      | Carey, Afanasieff                     | 4:57       |
| 16.   | "All I Want for Christmas Is You" (từ Merry Christmas, 1994) (Bonus track tại Nhật) | Carey, Afanasieff                                                      | Carey, Afanasieff                     | 4:02       |
| 17.   | "Open Arms" (từ Daydream, 1995) (Bonus track tại Nhật)                              | Steve Perry, Jonathan Cain                                             | Carey, Afanasieff                     | 3:30       |

| Đĩa 2 | Đĩa 2 | Đĩa 2 | Đĩa 2                                   | Đĩa 2      |
| STT   | Nhan đề | Sáng tác | Sản xuất                                | Thời lượng |
| ----- | --- | --- | --------------------------------------- | ---------- |
| 1.    | "One Sweet Day" (với Boyz II Men) (từ Daydream, 1995)                                                         | Carey, Afanasieff, Michael McCary, Nathan Morris, Wanya Morris, Shawn Stockman                                                                           | Carey, Afanasieff                       | 4:41       |
| 2.    | "Always Be My Baby" (từ Daydream, 1995)                                                                       | Carey, Jermaine Dupri, Manuel Seal | Carey, Dupri, Seal                      | 4:18       |
| 3.    | "Forever" (từ Daydream, 1995)                                                                                 | Carey, Afanasieff | Carey, Afanasieff                       | 4:01       |
| 4.    | "Underneath the Stars" (từ Daydream, 1995)                                                                    | Carey, Afanasieff | Carey, Afanasieff                       | 3:33       |
| 5.    | "Honey" (từ Butterfly, 1997)                                                                                  | Carey, Sean Combs, Kamaal Fareed, Steven Jordan, Stephen Hague, Ronald Larkins, Bobby Robinson, Larry Price, Malcolm McLaren                             | Carey, Combs, Stevie J, The Ummah       | 4:59       |
| 6.    | "Butterfly" (từ Butterfly, 1997)                                                                              | Carey, Afanasieff | Carey, Afanasieff                       | 4:34       |
| 7.    | "My All" (từ Butterfly, 1997)                                                                                 | Carey, Afanasieff | Carey, Afanasieff                       | 3:50       |
| 8.    | "Sweetheart" (Jermaine Dupri hợp tác với Mariah Carey, từ Life in 1472, và #1's, 1998)                        | Rainy Davis, Pete Warner | Dupri, Carey                            | 4:22       |
| 9.    | "When You Believe" (với Whitney Houston, từ The Prince of Egypt, và #1's, 1998)                               | Stephen Schwartz, Babyface | Babyface                                | 4:34       |
| 10.   | "I Still Believe" (từ #1's, 1998)                                                                             | Antonina Armato, Giuseppe Cantarelli | Carey, Stevie J, Mike Mason             | 3:54       |
| 11.   | "Heartbreaker" (hợp tác với Jay-Z, từ Rainbow, 1999)                                                          | Carey, Shawn Carter, Walden, Shirley Ellison, Lincoln Chase, Jeffrey Cohen                                                                               | Carey, DJ Clue?, Ken "Duro" Ifill       | 4:46       |
| 12.   | "Thank God I Found You" (hợp tác với Joe và 98 Degrees, từ Rainbow, 1999)                                     | Carey, James Harris III, Terry Lewis | Carey, Lewis                            | 4:17       |
| 13.   | "Can't Take That Away (Mariah's Theme)" (từ Rainbow, 1999)                                                    | Carey, Diane Warren | Carey, Warren                           | 4:32       |
| 14.   | "Against All Odds" (hợp tác với Westlife, từ Coast to Coast, 2000, không phải bonus track ở Mỹ)               | Phil Collins | Carey, Steve Mac                        | 3:21       |
| 15.   | "All I Want for Christmas Is You" (So So Def Remix) (hợp tác với Jermaine Dupri và Lil' Bow Wow, bonus track) | Carey, Afanasieff, Arthur Baker, John Robie, Kevin Donovan, Ellis Williams, Robert Darrell Allen, John Miller, John Byas, Ralf Hütter, Florian Schneider | Carey, Afanasieff, Dupri                | 3:43       |
| 16.   | "Never Too Far/Hero Medley" (Bonus track tại Nhật)                                                            | Carey, Afanasieff, Harris III, Lewis | Carey, Harris III, Lewis, Randy Jackson | 4:48       |

## Xếp hạng
| Bảng xếp hạng                   | Vị trí cao nhất |
| ------------------------------- | --------------- |
| Australian Albums Chart         | 47              |
| Austrian Albums Chart           | 40              |
| Belgian Albums Chart (Flanders) | 45              |
| Belgian Albums Chart (Wallonia) | 31              |
| Danish Albums Chart             | 10              |
| Dutch Albums Chart              | 37              |
| French Compilations Chart       | 3               |
| German Albums Chart             | 36              |
| Japanese Albums Chart           | 3               |
| New Zealand Albums Chart        | 11              |
| Swedish Albums Chart            | 28              |
| Swiss Albums Chart              | 17              |
| UK Albums Chart                 | 7               |
| U.S. Billboard 200              | 52              |

| Quốc gia                                                                           | Chứng nhận  | Số đơn vị/doanh số chứng nhận |
| ---------------------------------------------------------------------------------- | ----------- | ----------------------------- |
| Úc (ARIA)                                                                          | 2× Bạch kim | 140.000^                      |
| Brasil (Pro-Música Brasil)                                                         | Bạch kim    | 125.000*                      |
| Pháp (SNEP)                                                                        | Vàng        | 100.000*                      |
| Hồng Kông (IFPI Hồng Kông)                                                         | Vàng        | 10.000*                       |
| Ireland (IRMA)                                                                     | Bạch kim    | 15.000^                       |
| Nhật Bản (RIAJ)                                                                    | Bạch kim    | 200.000^                      |
| New Zealand (RMNZ)                                                                 | Bạch kim    | 15.000^                       |
| Anh Quốc (BPI)                                                                     | 2× Bạch kim | 600.000^                      |
| Hoa Kỳ (RIAA)                                                                      | Bạch kim    | 1,167,000                     |
| * Chứng nhận dựa theo doanh số tiêu thụ. ^ Chứng nhận dựa theo doanh số nhập hàng. |             |                               |